# Épidémies de peste à Malte

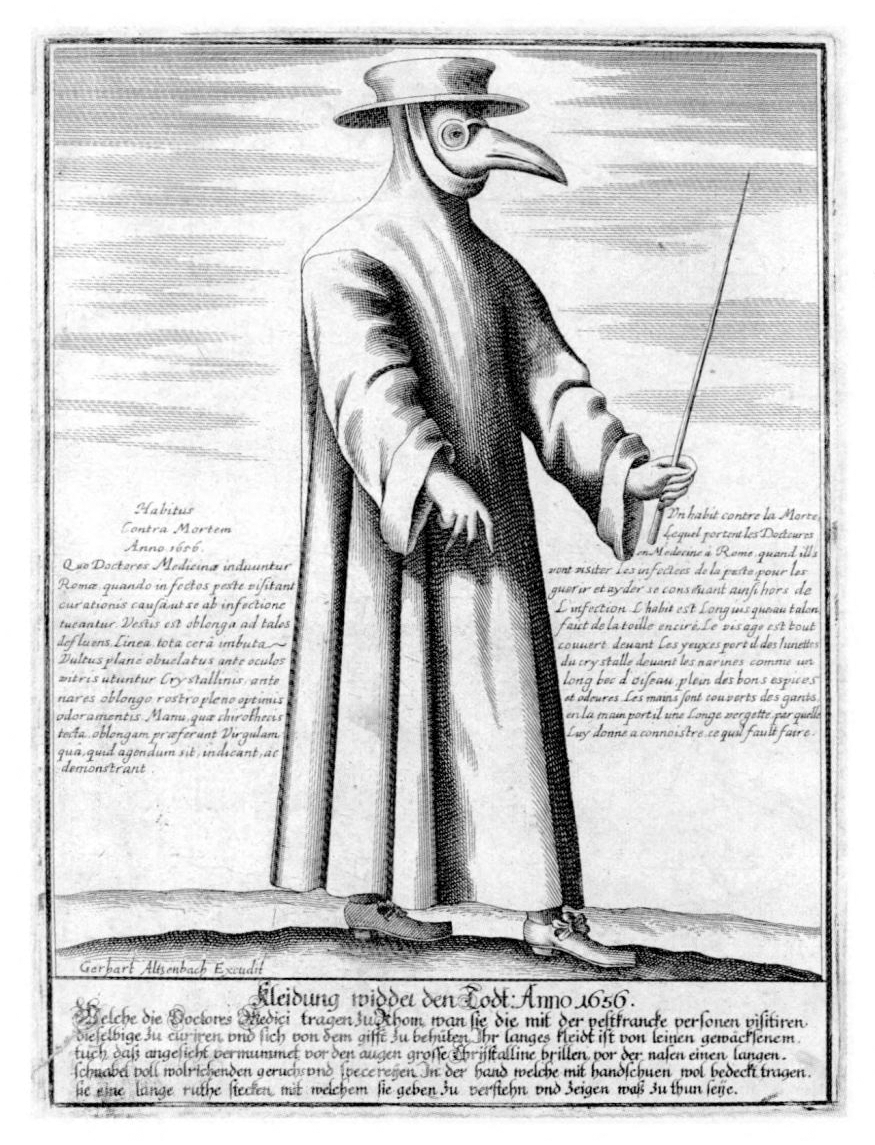
Habits d'un médecin soignant la peste vers 1656.

Les épidémies de peste à Malte se succèdent jusqu'en 1945 faisant près de 20 000 victimes en dix épidémies sur 350 ans. Après les premières épidémies, des mesures de prévention seront installées avec en particulier un lazaret très actif qui délivrera des patentes de non-contagions réputées pour de nombreux navires sillonnant la Méditerranée.

## Peste noire
La grande peste médiévale se diffuse à partir d'un navire génois qui atteint l'Occident chrétien à Messine au début octobre 1347. La Sicile est donc atteinte précocement et Malte peu après à cause des étroites relations économiques et maritime entre les deux îles. Mais le déroulement de l'épidémie à Malte n'est pas connu.

## Autres pestes avant l'arrivée des chevaliers
D'autres épidémies sont rapportées en 1427-28 puis 1453, 1501 et en 1519. En 1523, la maladie est introduite par un galion capturé. Afin de circonscrire la propagation du fléau, la municipalité de Mdina décide de brûler le navire et d'isoler l'équipage. Devant le refus des propriétaires, la municipalité fut contrainte de mettre par force le feu au navire.

## Épidémie de 1592-1593
Cette épidémie est la première documentée à Malte. La maladie arrive par un navire en provenance d'Alexandrie. Environ 3 300 victimes sont dénombrées, soit plus de 12 % de la population totale de l'archipel. La mauvaise gestion de la maladie provoque la mise en place de mesures de quarantaine plus efficaces.

## Épidémie de 1623
L'épidémie se déclare dans la maison de Paolo Emilio Ramucci, le gardien du port de Malte. La maladie se propage ensuite rapidement aux maisons environnantes. Les autorités isolent rapidement les personnes infectées et prennent des mesures de quarantaine. La maladie est ainsi rapidement circonscrite mais provoque quand même la mort de 40 personnes.

## Création du lazaret

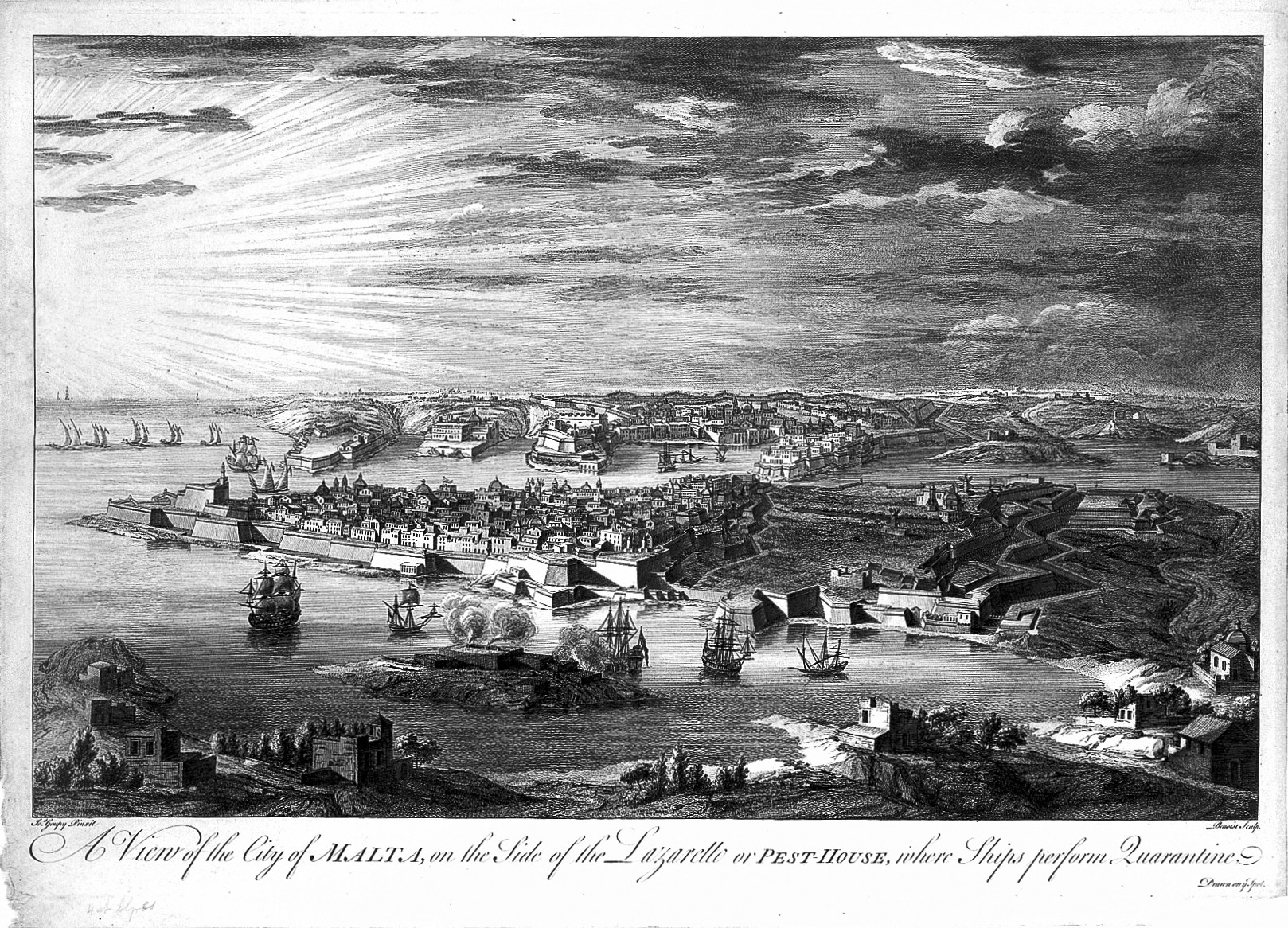
Gravure de 1770 montrant au premier plan le quartier de quarantaine de l'île Manoel.

Ce n'est qu'en 1643 que Malte se dote d'un lazaret, installé sur l'île de la baie de Marsamxett, ce qui est assez tardif et bien postérieur au lazaret de Venise, ouvert dès 1403, ou celui de Marseille en 1526. Mais son organisation est rapidement très efficace et fait de Malte un des ports les plus sûrs de Méditerranée. Désormais, la patente de non-contagion maltaise, délivrée après la quarantaine contrôlée par les autorités sanitaires est l'une des plus respectées. Elle permet aux navires de pouvoir ensuite directement débarquer dans un port d'Europe occidentale. L'organisation étant bien rodée et le port bien achalandé, l'escale sanitaire à Malte sera souvent utilisée et participera au développement économique maltais,.

## Épidémie de 1655
La troisième épidémie débute en septembre 1655 dans une maison près de la Porta Maggiore (aujourd'hui la Victoria Gate) près d'un lieu d'ancrage de navires venant du Levant. Le propriétaire aurait eu un contact avec un membre d'équipage d'un navire contaminé, et aurait transmit la maladie à sa sœur habitant Żejtun. Quand la maladie se propage aux autres membres de la famille, les autorités prennent immédiatement des mesures de quarantaine en isolant au lazaret les personnes en contact. L'épidémie est ainsi rapidement maîtrisée avec une centaine de malades dont 52 survécurent grâce à une prise en charge médicale efficace. Le bilan est d'une cinquantaine de victimes.

## Épidémie de 1675-1676
Cette quatrième épidémie dont l'origine reste obscure est la plus meurtrière connue à Malte. Elle tue 11 300 personnes soit un quart environ de la population maltaise, et plus encore dans la région du Grand Port, dont de nombreux chevaliers. L'aide de médecins et chirurgiens français de Marseille se révélera très utile.

## Épidémie de 1813-1814
Cette épidémie, la première sous administration britannique, est apporté par navire depuis Alexandrie. La maladie se répand d'abord lentement à La Valette avant de venir dévaster les campagnes, et en particulier les villes de Ħaż-Żebbuġ et Qormi où meurent environ 15 % de leurs habitants. Des mesures draconiennes instaurées tardivement vont finalement venir à bout du fléau, qui atteint brièvement Gozo à la fin de l'épidémie.
Entre avril 1813 et septembre 1814, l'épidémie fait 4 668 victimes sur une population maltaise estimée à environ 100 000 individus, soit une mortalité totale de 4,6 %.

## Épidémie de 1917
Une petite épidémie de peste infecte 8 dockers du Grand Port en 1917 avec 4 décès entre le 2 mars et le 2 avril. La maladie proviendrait de l'ouverture d'une boite venant de Mésopotamie, où sévissait une épidémie.

## Épidémie de 1936-1937

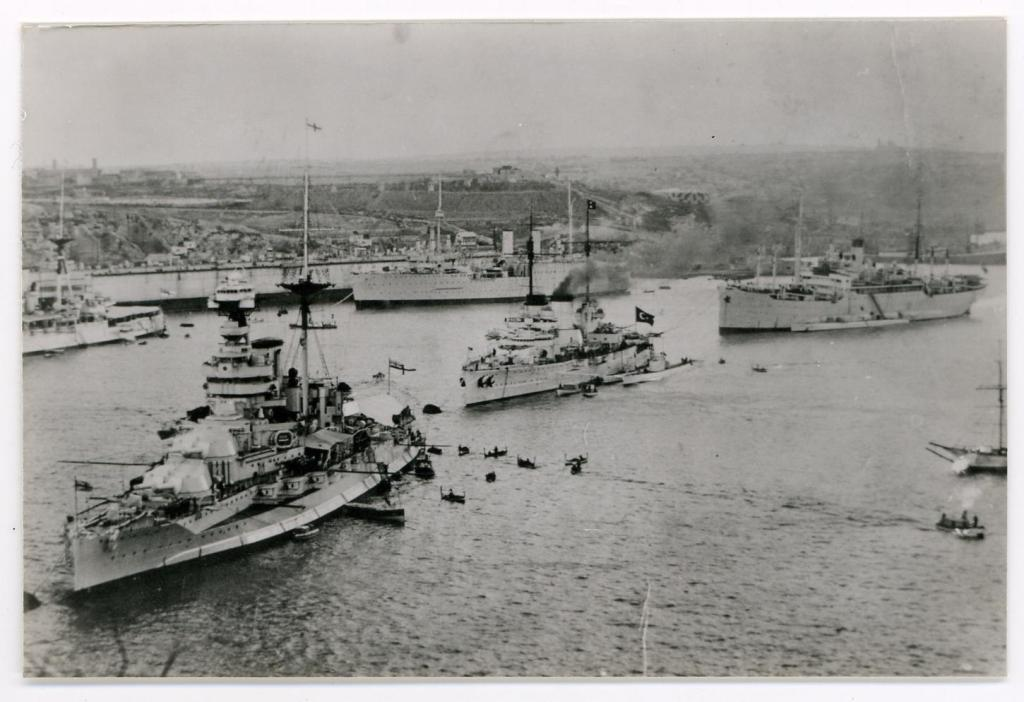
Le port de Malte en 1936.

En 1936, la peste est de retour. Elle débute à Qormi chez les Grech, une famille de boulangers de la rue Raffaella. Le grand-père d'abord présente des bubons et une forte fièvre avant de mourir le 8 avril. C'est ensuite au tour de son fils de 42 ans le 13 avril. Le petit-fils de 20 ans est lui aussi atteint et transféré au lazaret ; il parviendra à survivre au mal. Puis des voisins commencent à être atteints. 
L'origine reste peu claire, peut-être à partir de balles de foins et de pailles importées de Tunisie.
Au total à Qormi, huit personnes seront atteintes en 13 mois d'épidémie, dont quatre mourront. Une barrière sanitaire autour de Qormi est installé, mais se révèle peu efficace. La peste s'étend bientôt au village voisin de Żebbuġ où onze personnes sont infectées avec trois décès, dont une petite fille de 7 ans. La maladie est également retrouvée à Rabat, Mtaħleb, Marsa, Attard, Mosta et peut-être Gozo. La peste s'attarde jusqu'en 1937 avec encore cinq cas à Luqa dont un mortel et un cas à Qrendi.
Une importante recherche est menée par Themistocles Zammit, qui parvient à isoler des cultures de bacille de peste sur 15 des 1500 rats étudiés. Il découvre que le vecteur principal est le Rat noir (Rattus rattus), assez récemment implanté sur les îles maltaises, dont la prolifération était en train de lui faire prendre la place de l'ancien rat local, le surmulot (Rattus norvegicus).
Au total, et suivant les différents décomptes, entre 25 et 33 personnes furent infectées, tuant entre huit et douze personnes.

## Épidémie de 1945-1946
La peste visite une dernière fois l'archipel en juin 1945, c'est d'ailleurs une des toutes dernières épidémie de peste en Europe avant celle de Tarente en septembre 1945. Le premier cas est identifié à Ħamrun le 17 juin. Rapidement, il apparait que la maladie se développe à partir de deux foyers : l'un comprenant Marsa, Msida et Birkirkara, l'autre à Bubagra.
Au total, 75 personnes seront infectées en 1945 et 5 en 1946. L'épidémie fera 20 victimes.

## Bilan des victimes
| Date de l'épidémie | nombre de victimes |
| ------------------ | ------------------ |
| 1592-1593          | 3 300              |
| 1623               | 40                 |
| 1655               | 50                 |
| 1675-1676          | 11 300             |
| 1813-1814          | 4 668              |
| 1917               | 4                  |
| 1936-1937          | 10                 |
| 1945-1946          | 20                 |
| TOTAL              | 19 392             |